# Олег Лизогуб
Олег Лизогуб (нар. 30 липня 1973) — український футболіст, захисник.

## Життєпис
Вихованець миронівської «Ниви». Дорослу футбольну кар'єру розпочав 1992 році у складі вище вказаної команди, яка на той час виступала в чемпіонаті Київської області. У сезоні 1992/93 років зіграв за миронівський клуб 1 поєдинок у перехідній лізі чемпіонату України.
Потім виїхав до Словаччини, де виступав за нижчоліговий клуб «Славой» (П'єштяни). Навесні 1995 року перебрався до сусідньої Чехії, де виступав за «Чеський рай» (Турнов). Після цього виступав у найвищому дивізіоні чемпіонату Чехії, де захищав кольори «Слована» (Ліберець) та «Тепліце», у футболці яких зіграв понад 50 матчів у чемпіонаті країни. Також виступав за нижчолігові чеські клуби «Мутенице», «Старий Поддворув», «Вальтице» та «Сокіл» (Глоговець).

## Статистика виступів

### Клубна
| Рік                      | Матчі | Голи | Хвилин | Клуб                |
| ------------------------ | ----- | ---- | ------ | ------------------- |
| Перша ліга Чехії 1995/96 | 21    | 0    | 1769   | «Слован» (Ліберець) |
| Перша ліга Чехії 1996/97 | 8     | 0    | 446    | «Слован» (Ліберець) |
| Перша ліга Чехії 1996/97 | 12    | 0    | 1068   | «Тепліце»           |
| Перша ліга Чехії 1997/98 | 9     | 0    | 682    | «Слован» (Ліберець) |
| ЗАГАЛОМ                  | 50    | 0    | 3965   |                     |